# Gaston Strobino
Gaston Strobino (Büren an der Aare, 23 de agosto de 1891 - Downers Grove, 30 de marzo de 1969) fue un atleta estadounidense, especialista en la prueba de maratón en la que llegó a ser medallista de bronce olímpico en 1912.

## Carrera deportiva
En los JJ. OO. de Estocolmo 1912 ganó la medalla de bronce en la carrera de maratón, recorriendo los 42,195 km en un tiempo de 2:38:42 segundos, llegando a meta tras los sudafricanos Kenneth McArthur que con 2:36:54 s batió el récord olímpico, y Christian Gitsham (plata).